# Best Flower
『Best Flower -B side collection-』（ベスト・フラワー Bサイド・コレクション）は、2001年5月23日に発売されたサニーデイ・サービス通算2作目のベスト・アルバム。

## 解説
1994年から2000年までに発表された14枚のシングルから選曲されたアルバム未収録作品集。アルバム収録曲から選曲されたベスト・アルバム『Best Sky』と同時発売された。
全曲リマスタリング、初回限定パッケージ。一部店舗では数量限定で購入者特典として、小冊子“Best Flower Photo Book”がプレゼントされた。

## 収録曲
1. 恋人の部屋  –  (4:07)
2. テーマ  –  (4:40)
3. 花咲くころ  –  (3:48)
4. あの花と太陽と  –  (5:36)
5. 3月29日のバラード  –  (4:28)
6. 情景  –  (3:07)
7. 魔法 (CARNIVAL MIX)  –  (8:08)
8. 成長するってこと  –  (7:20)
9. ここで逢いましょう  –  (5:12)
10. 何処へ?  –  (3:27)
11. からっぽの朝のブルース  –  (6:00)
12. 土曜日と日曜日  –  (3:50)

## クレジット
| ALL SONGS WRITTEN BY KEIICHI SOKABE |
|                                     |
| SUNNY DAY SERVICE                   |
| 曽我部恵一 VOCAL, GUITAR            |
| 田中貴 BASS                         |
| 丸山晴茂 DRUMS                      |
|                                     |
| Additional Keyboards 高野勲         |
|                                     |
| Mastering 北村秀治                  |
|                                     |
| Cover Photo HIROMIX                 |
| Inner Photo 坂本正郁                |
| Art Direction Floppy Disco          |
| Directed by 渡邊文武                |
| A&R 高崎里美子、折茂治彦            |
|                                     |
| Executive Producer 大蔵博           |

## リリース日一覧
| 地域 | リリース日    | レーベル | 規格 | カタログ番号 | 備考               |
| ---- | ------------- | -------- | ---- | ------------ | ------------------ |
| 日本 | 2001年5月23日 | MIDI     | CD   | MDCL-1408    | 初回限定パッケージ |
| 日本 | 2001年6月25日 | MIDI     | 2LP  | CXLP-1041/2  | 限定プレス         |